# Andreas Lange (Soziologe)
Andreas Lange (* 6. Dezember 1960 in Überlingen) ist ein deutscher Soziologe mit den Forschungs- und Arbeitsschwerpunkten soziologische Zeitdiagnosen, Kinder-, Jugend- und Familiensoziologie.

## Leben
Lange studierte von 1981 bis 1987 Soziologie und Psychologie an der Universität Konstanz. Er promovierte 1993 mit einer Arbeit zum Kinderleben auf dem Land. 2003 erfolgte, ebenfalls in Konstanz, die Habilitation. Anschließend arbeitete er bis 2010 am Deutschen Jugendinstitut in München in der Abteilung Familie und Familienpolitik als Grundsatzreferent für Familienwissenschaften. Seit Oktober 2010 ist er Professor für Soziologie an der Fakultät Soziale Arbeit, Gesundheit und Pflege der Hochschule Ravensburg-Weingarten (RWU).
Lange ist Mitherausgeber der Zeitschrift für Soziologie der Erziehung und Sozialisation und sitzt im wissenschaftlichen Beirat der Fachzeitschriften merz medien + erziehung und Kinder- und Jugendschutz in Wissenschaft und Praxis.